# Каган, Илья Иосифович
Илья́ Ио́сифович Каган (род. 10 октября 1929, Минск) — советский и российский анатом, доктор медицинских наук, профессор, заслуженный деятель науки Российской Федерации (1996).

## Биография
Родился 10 октября 1929 года в Минске в семье учителя и служащей академии наук БССР. В первые месяцы Великой Отечественной войны семья эвакуировалась в г. Чкалов (ныне Оренбург).
После окончания средней школы поступил в Чкаловский (Оренбургский) медицинский институт, окончив его с отличием в 1952 г. и проработал в его стенах свыше 67 лет:
- 1952—1953 старший лаборант кафедры топографической анатомии и оперативной хирургии .
- 1953—1960 ассистент кафедры нормальной анатомии.
- 1960—1964 доцент кафедры топографической анатомии и оперативной хирургии.
- 1963—2009 заведующий кафедрой топографической анатомии и оперативной хирургии[2].
- 1966—1980 проректор по научной работе.
- с 2009 по настоящее время — профессор кафедры оперативной хирургии и клинической анатомии им. С. С. Михайлова Оренбургского государственного медицинского университета.

### Научно-педагогическая деятельность
Специалист в области клинической анатомии и экспериментальной хирургии. Труды посвящены изучению состояния венозного русла центральной нервной системы в норме и при патологии, клинической анатомии и микрохирургии полых органов, сосудов и нервов, прижизненной визуализации анатомических образований, совершенствованию преподавания оперативной хирургии и топографической анатомии.
Под его научным руководством подготовлены и защищены 99 докторских и кандидатских диссертаций. Его ученики — профессор В. М. Боев, академик РАН Г. Т. Сухих, профессор Л. М. Железнов и др.
В 1997 г. был инициатором создания и первым президентом (1997—2009) Российской ассоциации клинических анатомов. В настоящее время является её почетным президентом.
В 2013 году организовал в ОрГМУ научно-исследовательский институт микрохирургии и клинической анатомии, основатель и научный руководитель музея истории ОрГМУ.
В 2019 г. Илье Иосифовичу Кагану было присвоено звание «Почетный гражданин города Оренбурга».

## Публикации
Автор 550 публикаций, среди которых

### Монографии
- Баева И. Ю., Каган И. И., Константинова О. Д. Крупный плод в современном акушерстве: состояние проблемы и дискуссионные вопросы. — Оренбург, Агентство «Пресса», 2010. — 146 с.
- Дронова О. Б., Каган И. И., Третьяков А. А., Мищенко А. Н. Диагностика гастроэзофагеальной рефлюксной болезни. — Оренбург, Издат. центр ОГАУ, 2008. — 92 с.
- Каган И. И. Микрохирургическая техника и деминерализованная кость в восстановительной хирургии полых органов и кровеносных сосудов. — СПб: Эскулап, 1996. — 128 с.: ил.
- Каган И. И. История кафедры оперативной хирургии и клинической анатомии им. С. С. Михайлова. — Оренбург: Печатный дом «Димур», 2001. — 112 с.
- Каган И. И. Среди проблем клинической анатомии и оперативной хирургии. — СПб: Эскулап, 2003. — 148 с.
- Каган И. И. Оренбургская государственная медицинская академия: этапы развития и летопись. — Оренбург, ИПК «Южный Урал», 2004. — 168 с.: ил.
- Каган И. И. Современные аспекты клинической анатомии. — Оренбург: Издат. центр ОГАУ, 2012. — 108 с.: ил.
- Каган И. И. Венозное русло центральной нервной системы: клиническая анатомия и нарушения венозной циркуляции. — М.: ГЭОТАР-Медиа, 2016. — 496 с.
- Каган И. И. Современные аспекты клинической анатомии. — 2-е изд., дополн. — Оренбург: Издат. центр ОГАУ, 2017. — 124 с.
- Каган И. И., Адегамова А. М. Рентгеноанатомическая изменчивость ободочной кишки. — Оренбург: Издат. центр ОГАУ, 2009. — 140 с.: ил.
- Каган И. И., Железнов Л. М. Поджелудочная железа: микрохирургическая и компьютерно-томографическая анатомия. — М., Медицина. 2004. — 164 с.
- Каган И. И., Жуков С. Г., Баева И. Ю. Близнецы на этапах пренатального онтогенеза. — Оренбург: Издат. центр ОГАУ, 2007. — 180 с.
- Каган И. И., Канюков В. Н. Клиническая анатомия органа зрения. — СПб: Эскулап, 1999. — 192 с.: ил.
- Каган И. И., Канюков В. Н. Микрохирургическая анатомия сосудистой оболочки и дренажного аппарата глаза. — М.: Медицина, 2008. — 160 с.: ил.
- Каган И. И., Лященко С. Н. Забрюшинное пространство: компьютерно-томографическая и макромикроскопическая анатомия. — Оренбург: Издат. центр ОГАУ, 2012. — 182 с.: ил.
- Каган И. И., Лященко С. Н., Чемезов С. В., Лященко Д. Н., Сафронова Ю. В. Клиническая анатомия забрюшинного пространства и его органов. — Оренбург: ОрГМУ, 2019. — 320 с.
- Каган И. И., Струкова С. С. Магнитно-резонансно-томографическая анатомия структур головного мозга в детском возрасте. — М.: Медицина, 2009. — 194 с.: ил.
- Каган И. И., Третьяков А. А. Микрохирургия желчных путей: анатомо-экспериментальные основы и опыт клинического применения. — Оренбург: Изд-во ОрГМА, 2011. — 260 с.: ил.
- Каган И. И., Фатеев И. Н. Клиническая анатомия щитовидной железы. — Оренбург: Изд-во ОрГМА, 2012. — 180 с.: ил.
- Третьяков А. А., Каган И. И. Микрохирургические межорганные анастомозы в абдоминальной хирургии. — Оренбург: Издат. центр ОГАУ, 2012. — 252 с.: ил.
- Функциональная и прикладная анатомия вен центральной нервной системы / Под ред. проф. С. С. Михайлова и проф. И. И. Кагана. — Оренбург, 1975. — 150 с.

Учебники, руководства, учебные пособия
- Атлас прижизненной компьютерно-томографической и магнитно-резонансно-томографической анатомии головы и туловища / И. И. Каган, В. И. Ким, С. Н. Лященко, И. Н. Фатеев, С. В. Чемезов, А. К. Урбанский; под ред. проф. И. И. Кагана и проф. С. В. Чемезова. — Оренбург: Издательский центр ОГАУ, 2013. — 176 с.
- Воробьев А. А., Каган И. И. Оперативная хирургия: учебное пособие по мануальным навыкам. — М.: ГЭОТАР-Медиа, 2015. — 688 с.
- Каган И. И. Клиническая анатомия женского таза: иллюстрированный авторский цикл лекций / Под ред. академика РАН Г. Т. Сухих. — М.: Издательская группа ГЭОТАР-Медиа, 2017. — 152 с.
- Каган И. И. Клиническая анатомия сердца: иллюстрированный авторский цикл лекций. — М.: Издательская группа ГЭОТАР-Медиа, 2018. — 128 с.
- Каган И. И., Канюков В. Н. Функциональная и прикладная анатомия органа зрения: руководство для офтальмологов и офтальмохирургов. — М.: Издательская группа ГЭОТАР-Медиа, 2017. — 208 с.
- Каган И. И., Кирпатовский И. Л. Топографическая анатомия и оперативная хирургия: учебник: в 2 т. — М.: Издательская группа ГЭОТАР-Медиа, 2012. — Т. 1. — 512 с., Т. 2. — 576 с.
- Каган И. И., Кирпатовский И. Д. Топографическая анатомия и оперативная хирургия: учебник на казахском языке в 2 т. — М.: Издательская группа ГЭОТАР-Медиа, 2016 — Т. I. — 512 с., Т.II. — 568 с.
- Каган И. И., Чемезов С. В. Топографическая анатомия и оперативная хирургия: учебник. — М.: ГЭОТАР-Медиа, 2009, 2011, 2016. — 672 с.: ил.
- Каган И. И., Чемезов С. В. Топографическая анатомия и оперативная хирургия: учебник на казахском языке. — М.: ГЭОТАР-Медиа, 2015. — 576 с.
- Козлов В. А., Каган И. И. Оперативная челюстно-лицевая хирургия. — М.: Издательская группа ГЭОТАР-Медиа, 2014, 2019. — 544 с.
- Микрохирургические технологии в абдоминальной хирургии: практическое руководство для врачей / под ред. И. И. Кагана, А. А. Третьякова. — М.: ГЭОТАР-Медиа, 2016. — 192 с.
- Шеррис Д. А., Керн Ю. Б. Базовые хирургические навыки. Перевод с английского под ред. И. И. Кагана. — «ГЭОТАР-Медиа», 2015. — 220 с.

### Награды и почетные звания
- Орден Почета (2005).

Медали:
- «За заслуги перед отечественным здравоохранением» (2014);
- «За доблестный труд. В ознаменование 100-летия со дня рождения Владимира Ильича Ленина» (1970);

Знаки:
- «Отличнику здравоохранения» (1968);
- «За отличные успехи в работе» (1991);

Почётные звания:
- «Заслуженный деятель науки РФ» — (1996);
- «Заслуженный работник здравоохранения г. Оренбурга» (2001),
- Лауреат премии АМН РФ имени В. Н. Шевкуненко (2003),
- Почетный член НМО АГЭ.